# Heinrich von Helldorff (Politiker, 1799)
Heinrich Ferdinand von Helldorff (* 2. September 1799 in Merseburg; † 23. November 1873 in Bedra) war ein deutscher Gutsbesitzer, preußischer Landrat und Politiker.

## Familie

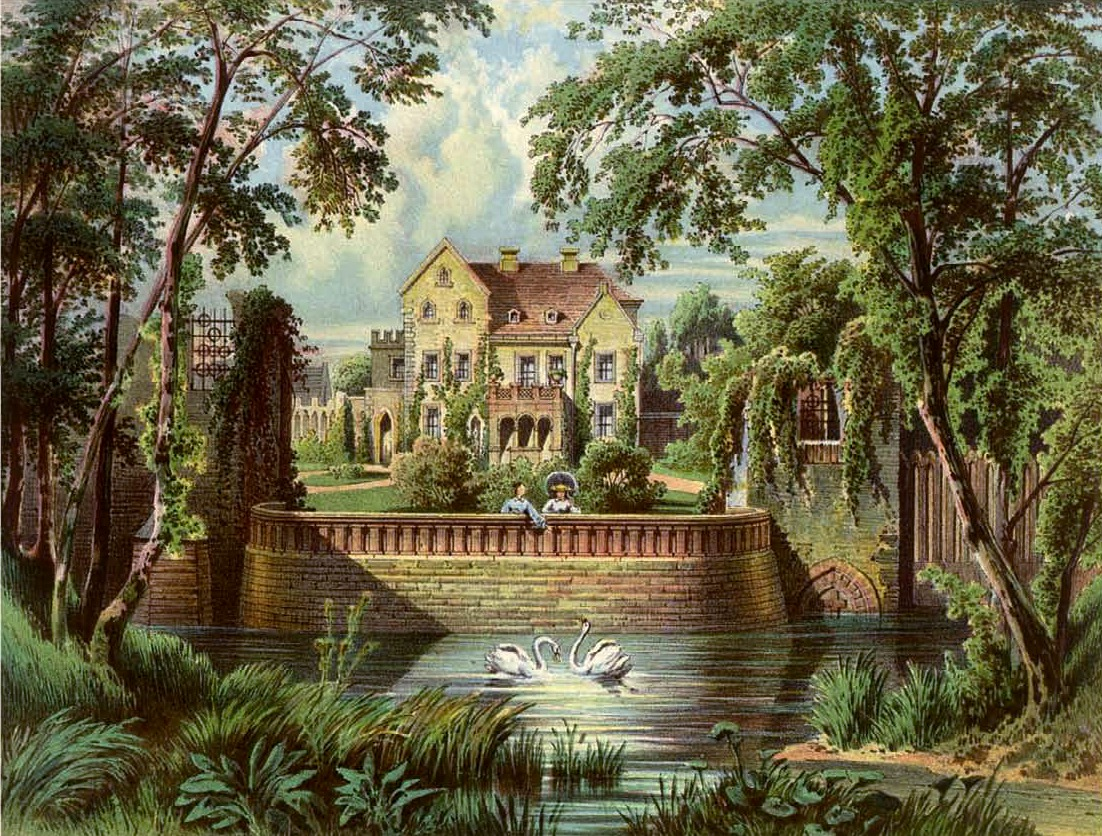
Rittergut Petzkendorf um 1860, Sammlung Alexander Duncker

Er entstammte dem meißnischen Adelsgeschlecht von Helldorff und war der Sohn des Gutsbesitzers und sächsischen Stiftshauptmanns Ferdinand Heinrich von Helldorff (1764–1815) und der Sophie Gräfin von Hohenthal (1777–1856).
Helldorff heiratete in erster Ehe am 16. Mai 1827 in Weimar Julie Charlotte Gräfin von der Schulenburg (* 12. Juli 1806 in Oschersleben; † 13. Juli 1844 in Bedra), die Tochter des Hans Günther Graf von der Schulenburg und der Caroline Freiin von Friesen.
In zweiter Ehe heiratete er am 14. Mai 1846 in Schwerstedt Marie von Steuben (* 26. November 1823 in Eisenach; † 13. Februar 1901 ebenda), die Tochter des großherzoglich-sächsischen Kammerherrn Georg von Steuben und der Adelheid von Kracht.
Zu seinen Kindern gehörten der preußische Landrat Karl von Helldorff (1828–1895), der preußische Kammerherr und Landrat Otto von Helldorff (1833–1908) sowie der preußische Landrat Ferdinand von Helldorff (1835–1893).

## Leben
Helldorff studierte in Heidelberg und stiftete dort das Corps Saxo-Borussia Heidelberg. Er war Gutsbesitzer auf Bedra, Baumersroda und Petzkendorf. Zunächst war er General-Feuer-Sozietätsdirektor. 1834 wurde er Landrat des Kreises Querfurt im Regierungsbezirk Merseburg der preußischen Provinz Sachsen und Nachfolger des verstorbenen William Freiherr von Danckelmann. Diesa Amt verwaltete er bis 1840. Er war Generaldirektor der Landes-Feuersocietät des Herzogtums Sachsen und ferner bis 1873 Mitglied des Preußischen Herrenhauses. Mitte des 19. Jahrhunderts war er neben dem Direktor Emil Freiherr von Reibnitz und dem Vize-Direktor Carl Moritz von Beurmann führend als ordentliches Mitglied der Central-Direktion des Landwirtschaftlichen Central-Vereins der Provinz Sachsen und Anhalt tätig.